# Ptychadena anchietae
Ptychadena anchietae é uma espécie de anfíbio da família Ranidae.
Pode ser encontrada nos seguintes países: Angola, Botswana, República do Congo, República Democrática do Congo, Djibuti, Eritrea, Etiópia, Quénia, Malawi, Moçambique, Namíbia, Somália, África do Sul, Sudão, Suazilândia, Tanzânia, Uganda, Zâmbia, Zimbabwe, e possivelmente Burundi e Ruanda.
Os seus habitats naturais são: florestas subtropicais ou tropicais húmidas de baixa altitude, regiões subtropicais ou tropicais húmidas de alta altitude, savanas áridas, savanas húmidas, matagal árido tropical ou subtropical, matagal húmido tropical ou subtropical, campos de gramíneas subtropicais ou tropicais secos de baixa altitude, rios, rios intermitentes, lagos de água doce, marismas de água doce, marismas intermitentes de água doce, desertos quentes, terras aráveis, jardins rurais, áreas urbanas e lagoas.